# Radio Helsinki – Verein freies Radio Steiermark
Radio Helsinki – Verein freies Radio Steiermark ist ein freier Radiosender aus Graz. Das nichtkommerzielle Lokalradio ist seit dem 25. März 2000 als 24-stündiges Vollprogramm auf Sendung.
Um die erste Privatradiolizenz in der Steiermark bewarben sich Radio Helsinki und die Antenne Steiermark. Durch eine vorgerichtliche Einigung mit der Antenne ging Radio Helsinki am 22. September 1995 und somit als erstes freies Radio Österreichs on air. Bis 1997 wurde laut Vereinbarung in einem Sendefenster der Antenne ein fünfstündiges Programm am Sonntag Abend gesendet. Im Herbst 1997 kam es zu internen Differenzen und in der Folge zum Zerwürfnis mit der Antenne und Radio Helsinki verlor das Sendefenster.
Im Herbst 1999 sendete das Radio einen Monat lang ein Programm für den Steirischen Herbst als Eventradio.
Der Sender erhielt 2000 und 2001 eine jeweils einjährige Bildungslizenz, bevor er im Juli 2002 eine Volllizenz auf 10 Jahre erteilt bekam. 2012 und 2022 wurde die Volllizenz verlängert.
Das Programm von Radio Helsinki wird von rund 300 ehrenamtlichen Mitarbeitern produziert, die mehr als 160 Projekte bzw. Sendungen betreuen. Sie spiegeln ein sehr buntes Spektrum wider – Musik, Textinhalte, Fremdsprachen. Livesendungen kommen aus einem der zwei Studioplätze. Überwiegend werden Inhalte aus aufgenommenen oder heruntergeladenen Tondokumenten vorfabriziert. Manche Sendungen werden wiederholt. Das Programmschema weist einen sich wöchentlichen wiederholenden Stundenplan auf. Manche Sendungsplätze werden von zwei Sendungen im 14-Tage-Rhythmus geteilt.
Der Radiosender ist in Graz auf der UKW-Frequenz 92,6 MHz, sowie per Live-Stream im Internet zu empfangen. Viele Sendungen werden als Podcast ins Radioarchiv der Freien Radios Österreich (CBA) hochgeladen.

## Das Funkhaus
Das erste Lokal seit 2000 oder früher wurde im Haus Schörgelgasse 27 nicht ganz so zentral und ÖV-günstig gemietet. 3 Stufen führen vom Gehsteig hinauf in einen Raum in dem zuvor Klaviere verkauft wurden. Eine Wendeltreppe führte hinunter zu einem kühleren und daher im Sommer feuchteren Kellerraum.
2005 erfolgte der Umzug in das Hofgebäude (Hausnummer 8a) des Hauses Griesgasse 8 – Nähe Südtirolerplatz/Annenstraße. Das Aufnahmestudio wurde hier White Cube genannt.
Das heutige „Sendehaus“, Schönaugasse 8, ist ein Straßenlokal mit ebenem Eingang, das zuvor die Filiale einer Drogeriekette beherbergte. Es befindet sich am Rand der Innenstadt, in der Nähe des Straßenbahnknotens Jakominiplatz. Die Jahrzehnte für Autoverkehr als Einbahn mit Parkstreifen organisierte Straße wurde vor einigen Jahren umgestaltet, weist nun schmale Schanigärten auf und ist für Radverkehr wieder in beiden Richtungen offen. In das vom Hauseigentümer gemieteten Lokal wurde im Herbst 2014 eingezogen. Bald wurden im eingeschoßigen Hoftrakt zwei extra fundamentierte, doppelschalig schallisolierte Aufnahmestudios eingebaut.

## Die Anfänge
Noch bevor Privaten, also nichtstaatlichen Organisationen, das Senden auf Rundfunkbändern am 22. Mai 1995 erlaubt wurde, sendeten Aktivisten ab 1992 in Graz zeitweise und von wechselnden Antennenstandorten aus als sogenannter Piratensender unter den Bezeichnungen Radio ZARG und Radio Dauerwelle. „ZARG“ spiegelt den Stadtnamen Graz. Die Bezeichnung „Radio Helsinki“ wurde Jahre später per Abstimmung unter den Radiomachern über einige schnell gesammelte Vorschläge festgelegt.
Zum damaligen Kommunikationsumfeld: Mobiltelefone waren (um 1992) noch 1/2 Kilogramm schwer und wegen hohen Preises für Anschaffung, Monats- und Minutengebühr rar. Mit kleineren und günstigeren Personrufempfängern konnten Techniker, Ärzte, Feuerwehrlehrer, Pressefotografen per roter Leuchtdiode und Pieps bloß alarmiert, später auch mit kurzer Textanzeige aktiv informiert werden. Compact-Cassetten-Player (Walkman) passten in die Jackentasche, Mini-CD-Spieler in die Hemdtasche, Mini-Radio-Empfänger mit Sendersuchlauf waren zündholzschachtelklein. Internet kam eben über rein textbasierte Diskussionsforen auf und war vorerst nur an Universitäten zugänglich.
Beim Piratenfest am 12. Mai 2017 im „Funkhaus“ in der Schönaugasse anlässlich 25 Jahre Piratenradio in Graz war zu hören, wie die Piraten sowohl Dachgeschoße von höheren Stadthäusern als auch vorhandene bekletterbare Masten auf umliegenden Hügeln, etwa dem Plabutsch, nutzten; und wie andererseits Mitarbeiter der staatlichen Funküberwachung wiederholt die an einer Stelle jeweils nur kurzzeitig betriebene Sendeanlage angepeilt, gesucht, aufgespürt und mit unterschiedlichem Erfolg gejagt haben.
Die verwendete UKW-Sendeanlage war typisch gut aktenkoffergroß und konnte aus einer Autobatterie oder dem Stromnetz energieversorgt werden. Der Sendeinhalt kam beispielsweise nach Live-Anmoderation von einem Kassettenrecorder. Es kam vor, dass im Studentenheim Hafnerriegel der Lift blockiert wurde, um die Funkfahnder aufzuhalten und um oben am Flachdach noch etwas länger senden zu können.

## Das Logo
Von einer Piratenflagge hat das Logo das quadratische Format, die Grundfarbe schwarz mit weißen Details. An einen Totenkopf mit gekreuzten Knochen darunter erinnert von der Form her die weiße Zeichnung im linken unteren Viertel des Quadrats: Ein (linkes) Ohr – Symbol für den aufmerksamen Radiohörer. Darunter zwei gekreuzte Wattestäbchen – wie zum Ohrputzen, um die Ohren frei zu halten. Rechts unten die Angabe der (einzigen) Sendefrequenz: „92,6 MHz“. In der oberen Hälfte, ebenfalls zweizeilig: „Radio Helsinki Freies Radio Graz“ stellt zuletzt den Wirkungsort klar.
Die drei Felder sind nur durch zwei feine weiße Linien aus dem Quadrat abgeteilt. Die Schriftzüge bestehen aus Schreibmaschinlettern mit Serifen und grafischen Unreinheiten, wie sie beim Tippen mit altem Farbband auf raues Papier auftreten.

## Sendeanlage, Lizenz und Finanzierung
Radio Helsinki betreibt einen UKW-Sender Sender auf der Anhöhe Ries, Riesstraße 105. Der Sender erhält das Programm über eine Mietleitung der Telekom Austria, und strahlt mit 300 W Sendeleistung über eine Richtantenne mit vertikaler Polarisierung Richtung Westen, dem Stadtzentrum von Graz ab.
Nach einer provisorischen Lizenz vom 25. März 2000, die einmal verlängert wurde, erhielt „Radio Helsinki - Verein Freies Radio Steiermark“ am 4. Juli 2002 von der KommAustria eine 10 Jahre laufende Lizenz als Ausbildungsradio, die ebenfalls verlängert wurde.
Das nichtkommerzielle Privatradio bildet neben dem öffentlich-rechtlichen Rundfunk und dem kommerziellen Privatradio die dritte Säule in der Medienlandschaft in Österreich. Das steht im Privatradiogesetz seit 2001.
Die Fördergeber von Radio Helsinki sind die Rundfunk und Telekom Regulierungs-GmbH (RTR), das Land Steiermark, sowie die Stadt Graz. Weiters werden durch diverse Projekte Einnahmen erzeugt.

## Programm
Mehr als 300 Sendungsmacher gestalten ehrenamtlich das Sendeprogramm. Das Angebot an Radiosendungen ist sehr vielfältig und flexibel. Besonders Gruppen jenseits des medialen Mainstreams bekommen eine Stimme on air.
Die Sendeformate reichen von Musiksendungen (moderiert und unmoderiert), Literatursendungen, Hörspielsendungen, Nachrichtensendungen, Gesprächssendungen, experimentelle Sendungen bis zu Feature und Magazinsendungen.
Die Musiktendenz kann man in folgende Stile grob einordnen: Austropop, Blues, Contemporary music, Country, Drum & Bass, Jungle, Folk, Funk, Hard Rock, HipHop, Jazz, Klassik, Metal, Punk, Hardcore, Reggae, Rock ’n’ Roll, Rock, Pop, Ska, Techno und Volksmusik.
Das Programm wird mit Sendungsübernahmen anderer Freien Radios ergänzt. Manche Sendungen werden auch wiederholt. Manchmal gibt es auch Liveübertragungen, die nicht im Funkhaus produziert werden.
Im Sendejahr gibt es auch diverse Spezialsendeschwerpunkte zum Beispiel zum Diagonale Festival, Elevate Festival sowie zum Internationalen Frauentag.

## Auswahl von Sendungen
Von Unten: ist das kritische und unabhängige Nachrichtenmagazin mit Schwerpunkt auf regionalen Themen. Die Alternative zu etablierten Nachrichtensendungen achtet vor allem auf widerständige und unterrepräsentierte Stimmen.
Von Unten im Gespräch: enthält Diskussionen, Interviews und Gesprächsrunden zu aktuellen Themen. Eine Sendung der Nachrichtenredaktion Von Unten.
Stimmlagen: ist ein Infomagazin der Freien Radios in Österreich. Stimmlagen wird abwechselnd von der Von Unten Redaktion, der FROzine-Redaktion (Linz), der ANDI-Redaktion (Wien) und der Unerhört-Redaktion (Salzburg) produziert.
Grrrls Night In - Sounds of Feminism: Eine Reise durch die feministische Musikgeschichte. Eine Sendung der vom Grazer Kulturverein Grrrls.

## Vereinsorganisation
Radio Helsinki ist ein demokratisch organisierter Verein.
Der Vorstand ist für Leitung der Vereinsgeschäfte zuständig und der Programmrat ist für die Leitung des Programms zuständig. Beide Gremien werden von den Vereinsmitgliedern jedes Jahr gewählt.
Geschäfte und Programminhalte sind bei Radio Helsinki streng getrennt. Die Sendungsmacher werden durch den Programmrat vertreten. Die Geschäftsordnung regelt die Aufgabenteilung zwischen Vorstand und Geschäftsführung.
Die Angestellten arbeiten im Auftrag des Vereines in den Kernbereichen Geschäftsführung, Öffentlichkeitsarbeit, Programmkoordination, Technik, Ausbildungskoordination, der Nachrichtenredaktion oder in Projektarbeit.
Der aktuelle Vorstand besteht aus folgenden Personen: Jutta Ferber-Gajke (Obfrau), Simona Ďurišová (Obfrau-Stellvertreterin), Dario Luisi (Schriftführer), Georg Wissa (Schriftführer-Stellvertreter) und Martin Doppler (Kassier).
Der aktuelle Programmrat besteht aus folgenden Personen: Magdalena Anikar, Nina Bedlivy, Ennio Bedlivy-Mubarak, Franz Hofer, Fatos Kryeziu, Nora Kuus, Thomas Paier, Marc Pietkiewicz und Patrick Zündel.
Die aktuelle Geschäftsführung besteht aus Lale Rodgarkia-Dara und Clemens Pecher.

## Preise und Auszeichnungen
2004: Den TrauDi! – 1. Steirischer Kinderrechte-Preis in der Kategorie steirische Wirtschaftsbetriebe erhielt Radio Helsinki für die Einbeziehung von Jugendlichen in die Programmgestaltung und die wöchentliche Sendeleiste von und für Kinder und Jugendliche.
2006: Die Sendung „Torero Schnellkurs“, ein kreativer Sprachkurs von Karina Liebe-Kreutzner, wird mit dem Comenius Award ausgezeichnet.
2014: Die Radio Helsinki Sendungen „Alo, Cristina!“ und „Romania astazi - Rumänien heute“ gewinnen den Preis für Audiojournalismus in Rumänien, vergeben von der Union professioneller Journalisten in Rumänien.
2017: Karin Schuster gewinnt bei den Civilmedia Awards 2017 den 2. Preis in der Kategorie Radio / Access & Empowerment für die Sendung „Unter und über der Erdn“ in ihrer Sendereihe Kraftwerksfunk.
2019: Vilja Neuwirth und Gerhard Weißensteiner gewinnen mit ihrer Produktion „Frauen unter sich – eine unwirkliche Begegnung“ bei der 14. Chemnitzer Hörspielinsel.
2019 und 2020: Bereits zweimal konnte Radio Helsinki mit Radioproduktionen, die im Rahmen von Workshops mit Schülern entstanden, den media literacy award gewinnen.
2020: Nach mehreren Nominierungen gewann Radio Helsinki (als erster steirischer Radiosender) den renommierten Radiopreis der Erwachsenenbildung für die Sendereihe „Schreibwerkstatt Gratwein-Straßengel“ in der Kategorie „Interaktive und experimentelle Produktionen“.
2021: „Frequently Asked Questions (FAQ) – das Corona Update aus dem Freien Radio“ wurde mit dem Alternativen Medienpreis in der Kategorie Geschichte ausgezeichnet.

## Partnerschaften
Radio Helsinki ist Mitglied im Verband Freier Rundfunk Österreich (VFRÖ).